# Остолопов, Николай Фёдорович
Николай Фёдорович Остолопов (1783—1833) — русский поэт, переводчик; директор Императорских театров (в 1825—1829 гг.), вице-губернатор Вологодской губернии.

## Биография
Родился в Сольвычегодске в семье земского исправника Сольвычегодского нижнего земского суда, поручика Фёдора Ивановича Остолопова. Окончил Петербургское горное училище, после чего служил в коллегии иностранных дел, министерстве юстиции, министерстве финансов, с июня 1808 по 12 апреля 1812 года был прокурором, затем, с марта 1814 по январь 1819 г., — вице-губернатором Вологодской губернии. 19 июля 1811 года пожалован кавалером ордена Святого равно-апостольного князя Владимира IV степени. В 1820 году вернулся в Санкт-Петербург, занимал должности инспектора классов в училище св. Екатерины, председателя Шоссейного экономического комитета, директора Императорских театров, с 1829 года стал управляющим конторой Астраханского коммерческого банка. Дослужился до чина статского советника. Скончался в Астрахани в 1833 году.

## Литературная деятельность
Одновременно с государственной службой занимался литературной деятельностью. Первая публикация его стихов появилась в московском журнале «Иппокрена, или Утехи любословия» в 1801 году. 
С 3 мая 1802 года входил в «Вольное общество любителей словесности, наук и художеств». В 1802 году написал повесть «Амалия», через год переработал её в повесть «Евгения, или Нынешнее воспитание». В 1806 году издавал журнал «Любитель словесности», в котором печатались молодые поэты. С 1816 года был действительным членом Общества любителей российской словесности, с 1820 года — почётным членом Вольного общества любителей российской словесности.
Стихи Остолопова издавались отдельными сборниками в 1816 («Прежние досуги») и 1827 годах («Апологические стихотворения»), а также печатались в литературных журналах и альманахах того времени («Журнал российской словесности», «Цветник», «Северные цветы» и др.). Его лирика в основном носит пасторальный либо патриотический характер, часто стилизована под народное творчество.
Остолопов известен также как теоретик стиха, переводчик и литературный комментатор. Одним из главных трудов его жизни считается «Словарь древней и новой поэзии» (изд. 1821), работа над которым заняла более четырнадцати лет. Словарь основывается на произведениях европейских классицистов и раскрывает историю и толкование многих литературных терминов. Работа Остолопова «Ключ к сочинениям Державина с кратким описанием жизни сего знаменитого поэта» (изд. 1822) считается одним из первых опытов литературного комментария в России.
Остолопов перевёл на русский язык произведение Джузеппе Компаньони «Тассовы мечтания», трагедию Вольтера «Магомет» и его теоретический труд «Опыт на поэзию эпическую», водевиль Эжена Скриба и Мельвиля «Минета, или Превращение кошки в женщину». Последняя в 1829 году входила в репертуар Большого театра.